# Hanušovce nad Topľou
Hanušovce nad Topľou (bis 1927 slowakisch „Hanušovce“; ungarisch Tapolyhanusfalva – bis 1902 Hanusfalu) ist eine Stadt in der Ostslowakei mit 3728 Einwohnern (Stand 31. Dezember 2024), die im Okres Vranov nad Topľou, einem Teil des Prešovský kraj, liegt.

## Geographie

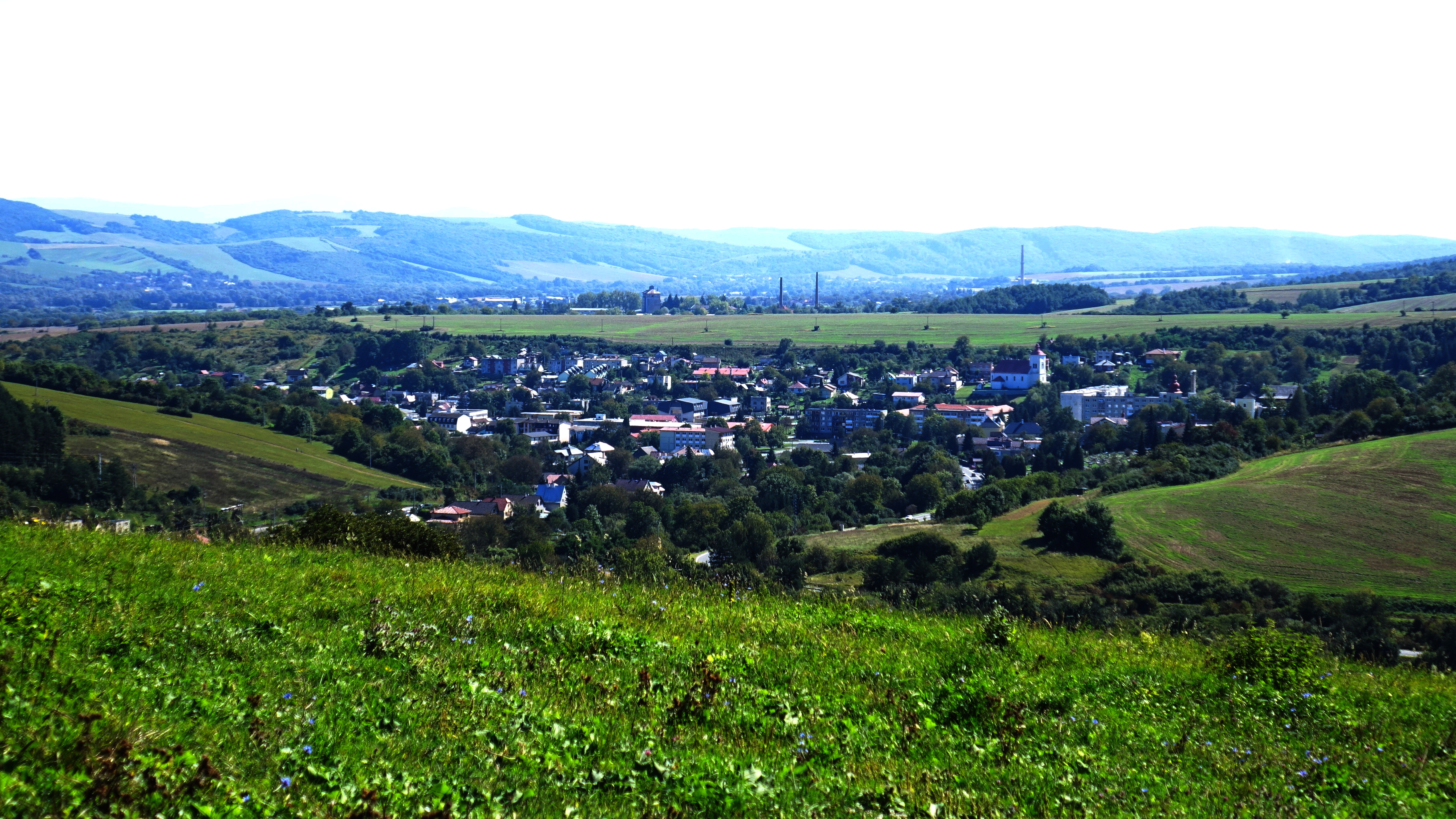
Blick auf die Stadt vom Nordwesten

Die Stadt befindet sich am Rand der Niederen Beskiden im Vorgebirge Beskydské predhorie sowie teilweise am Nordostrand des Gebirges Slanské vrchy, im Tal des Medziansky potok, wo dieser im Ort den rechtsseitigen Bach Hanušovský potok aufnimmt und am unteren Ortsende in die Topľa mündet. Das Stadtzentrum liegt auf einer Höhe von 207 m n.m. und ist  13 Kilometer von Giraltovce, 22 Kilometer von Prešov sowie 24 Kilometer von Vranov nad Topľou entfernt.
Nachbargemeinden sind Vlača im Norden, Ďurďoš im Nordosten, Bystré im Osten und Südosten, Hermanovce nad Topľou und Petrovce im Süden, Pavlovce im Südwesten und Westen und Medzianky im Nordwesten.

## Geschichte

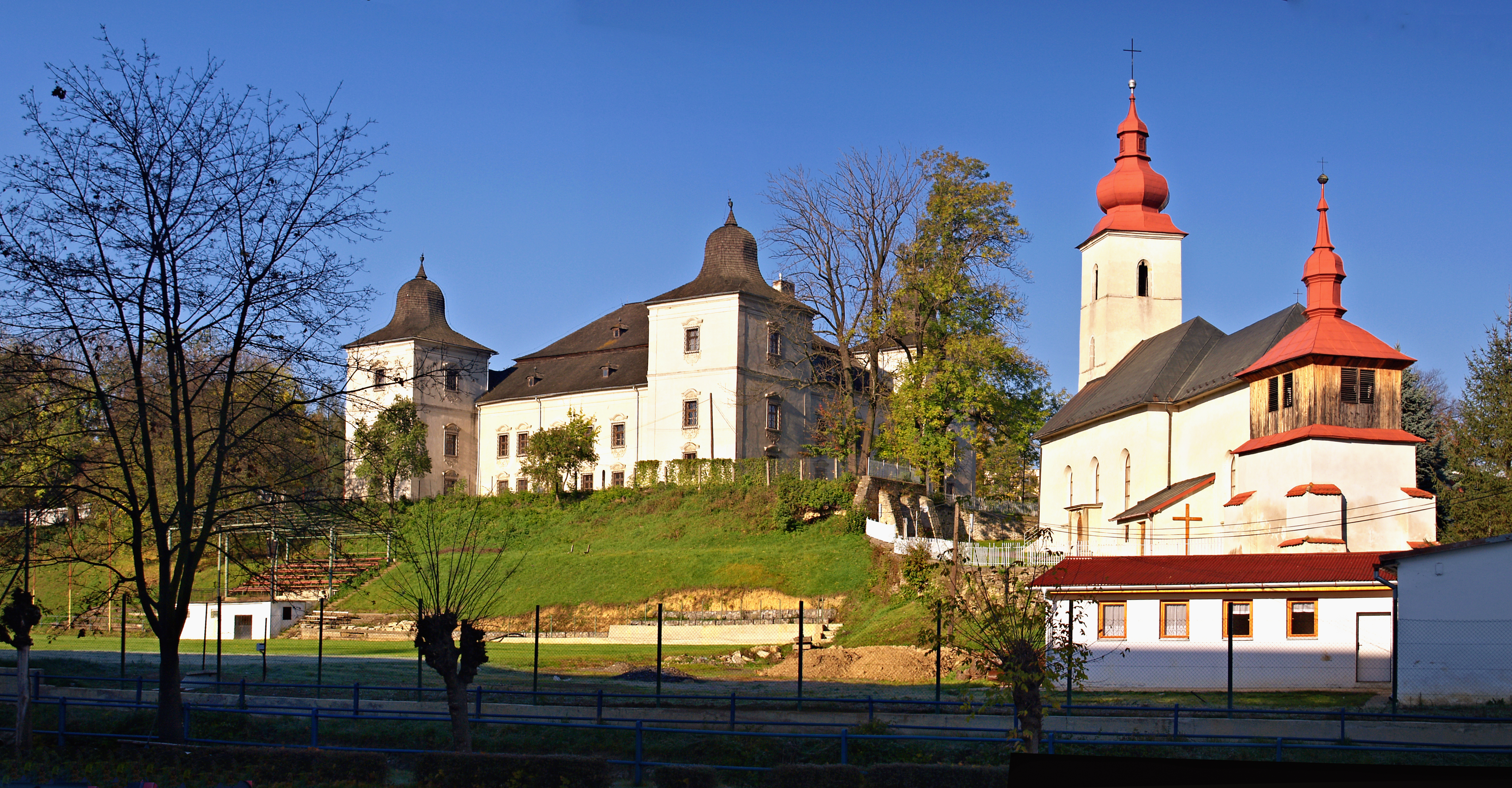
Großes Landschloss und römisch-katholische Kirche

Hanušovce nad Topľou entstand nach 1312 nach deutschem Recht, wurde zum ersten Mal 1332 schriftlich als Hanusa erwähnt und trägt den Namen des ersten Richters Hanus. Im Jahr der Ersterwähnung erhielt der Ort den Status einer Kleinstadt sowie das Marktrecht. 1427 wurden 136 Porta verzeichnet. Ab Mitte des 14. Jahrhunderts war das Städtchen Besitz des Geschlechts Soós aus Solivar, ab dem 18. Jahrhundert der Familien Dessewffy und Berzeviczy. Im 16. Jahrhundert hatte Hanušovce das Recht, drei Jahrmärkte zu veranstalten, 1635 kamen noch drei weitere Jahrmärkte hinzu. Die Markttradition konnte bis zum 19. Jahrhundert bewahrt werden.
1718 hatte das Städtchen 112 Häuser und 896 Einwohner, 1828 zählte man 168 Häuser und 1269 Einwohner, die als Landwirte und Handwerker (bekannte Pfeifenhersteller) tätig waren.
Bis 1918 gehörte der im Komitat Sáros liegende Ort zum Königreich Ungarn und kam danach zur Tschechoslowakei beziehungsweise heute Slowakei. In der Zeit der ersten tschechoslowakischen Republik waren die Einwohner als Landwirte und Waldarbeiter beschäftigt. Vor und während des Slowakischen Nationalaufstandes war die Partisanengruppe Čapajev aktiv in der Gegend. Nach dem Zweiten Weltkrieg wurde die örtliche Einheitliche landwirtschaftliche Genossenschaft (Abk. JRD) im Jahr 1949 gegründet, aber 1953 wieder aufgelöst. 1958 wurde hier eine Niederlassung des Staatsguts gegründet. Es gab hier eine Ziegelei, ein Teil der Einwohner pendelte zur Arbeit in Industriegebiete in Bystré, Prešov, Košice und anderswo.

## Bevölkerung
| Jahr:                | 1994. | 2004.   | 2014.   | 2024.   |
| -------------------- | ----- | ------- | ------- | ------- |
| Anzahl der Personen: | 3456  | 3668    | 3752    | 3728    |
| Unterschied:         |       | +6,13 % | +2,29 % | -0,63 % |

| Jahr:                | 2023. | 2024.   |
| -------------------- | ----- | ------- |
| Anzahl der Personen: | 3730  | 3728    |
| Unterschied:         |       | -0,05 % |

Nach der Volkszählung 2011 wohnten in Hanušovce nad Topľou 3741 Einwohner, davon 2961 Slowaken, 641 Roma, jeweils fünf Magyaren und Ukrainer sowie jeweils vier Russinen und Tschechen. Vier Einwohner machten keine Angabe zur Ethnie und 117 Einwohner machten keine Angabe zur Ethnie.
2036 Einwohner bekannten sich zur römisch-katholischen Kirche, 1229 Einwohner zur Evangelischen Kirche A. B., 169 Einwohner zur griechisch-katholischen Kirche, 21 Einwohner zu den Zeugen Jehovas, 12 Einwohner zur apostolischen Kirche, 11 Einwohner zur orthodoxen Kirche, sechs Einwohner zu den Siebenten-Tags-Adventisten, vier Einwohner zu den christlichen Gemeinden, drei Einwohner zur evangelisch-methodistischen Kirche, zwei Einwohner zur reformierten Kirche und ein Einwohner zur Bahai-Religion. Vier Einwohner bekannten sich zu einer anderen Konfession, 56 Einwohner waren konfessionslos und bei 187 Einwohnern wurde die Konfession nicht ermittelt.

## Bauwerke und Denkmäler

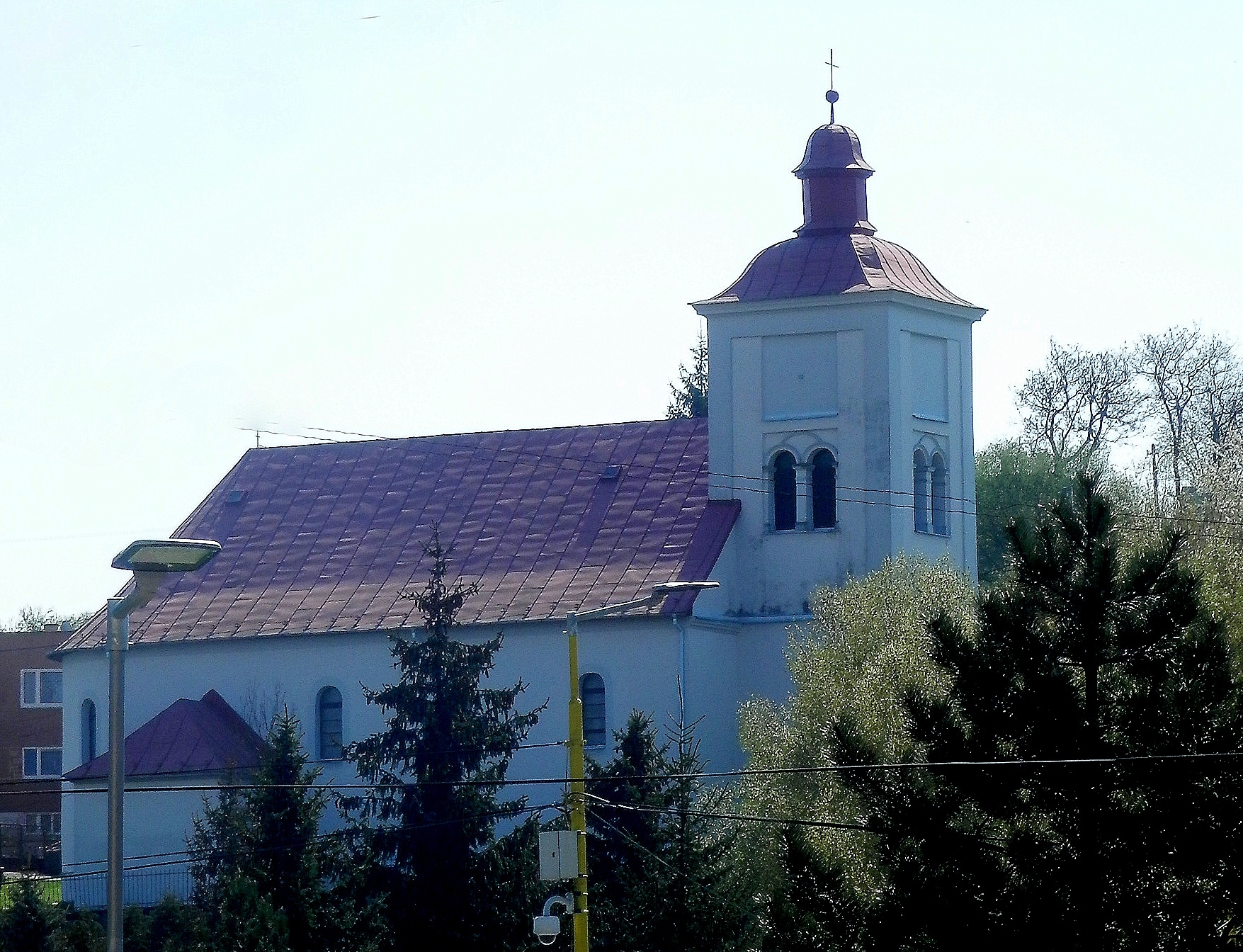
Evangelische Kirche

- römisch-katholische Kirche Mariä Himmelfahrt im frühgotischen Stil aus dem Jahr 1280, im Jahr 1742 barockisiert[5]
- evangelische Kirche im klassizistischen Stil aus dem Jahr 1783[6]
- griechisch-katholische Kirche
- großes Landschloss aus dem frühen 18. Jahrhundert, seit 1976 Sitz des regionalen Heimatmuseums[7]
- kleines Landschloss im Renaissancestil aus dem Jahr 1564[8]
- vier denkmalgeschützte Eisenbahnviadukte auf dem Stadtgebiet, darunter der 390 m lange und 40 m hohe Hanušovský viadukt über das Tal des Hanušovský potok in der Stadt

## Verkehr

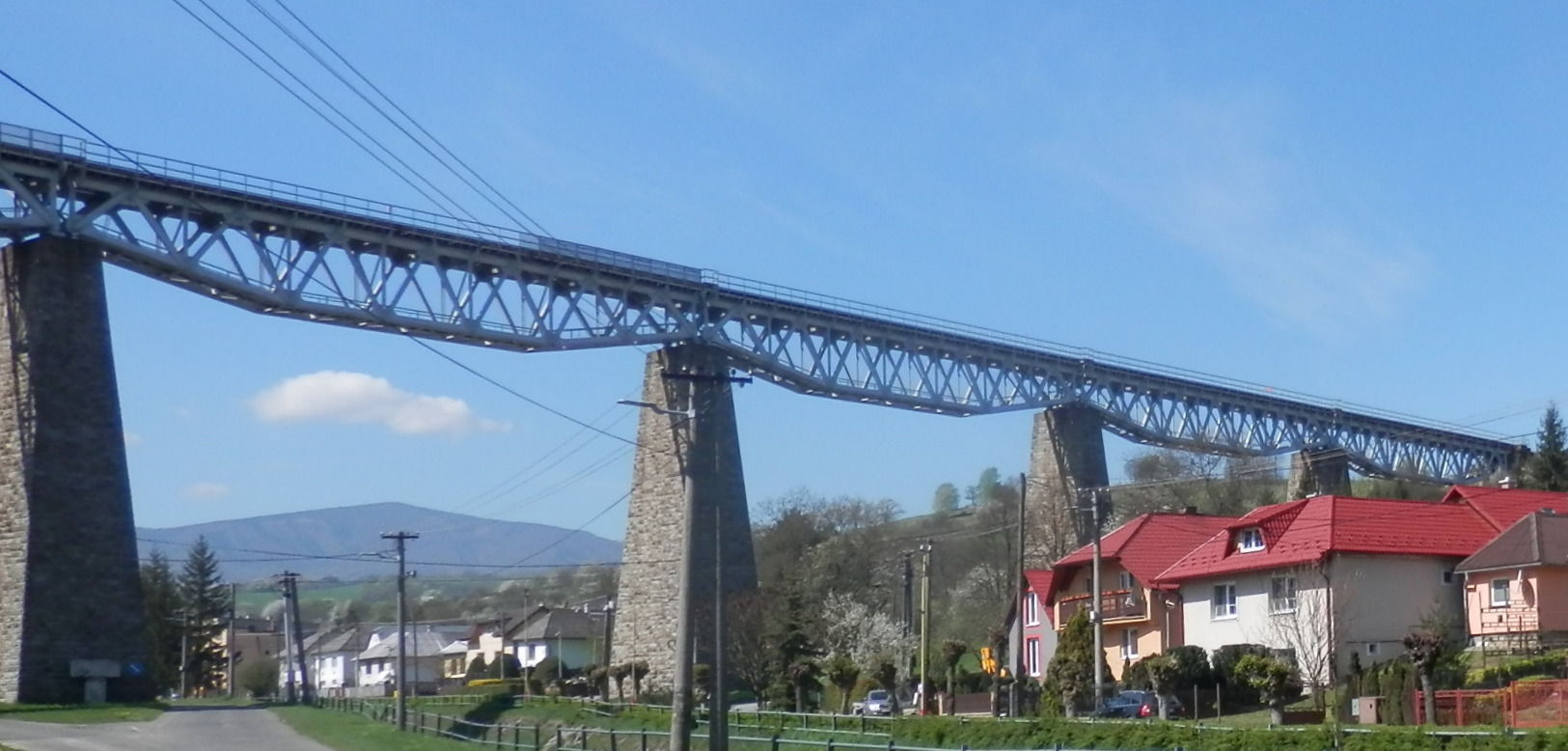
Eisenbahnviadukt in Hanušovce nad Topľou

Durch Hanušovce nad Topľou passiert die Cesta I. triedy 18 („Straße 1. Ordnung“) zwischen Prešov und Michalovce, in der Stadt zweigt die Cesta II. triedy 556 („Straße 2. Ordnung“) nach Giraltovce ab. Die Stadt hat zwei Anschlüsse an die Bahnstrecke Strážske–Prešov: den Bahnhof Hanušovce nad Topľou an der Stadtgrenze zur Gemeinde Bystré sowie die stadtnahe Haltestelle Hanušovce nad Topľou mesto.

## Städtepartnerschaften
- Dębica, Polen
- Nozdrzec, Polen
- Velká Bíteš, Tschechien